# 중국의 배타적 경제 수역

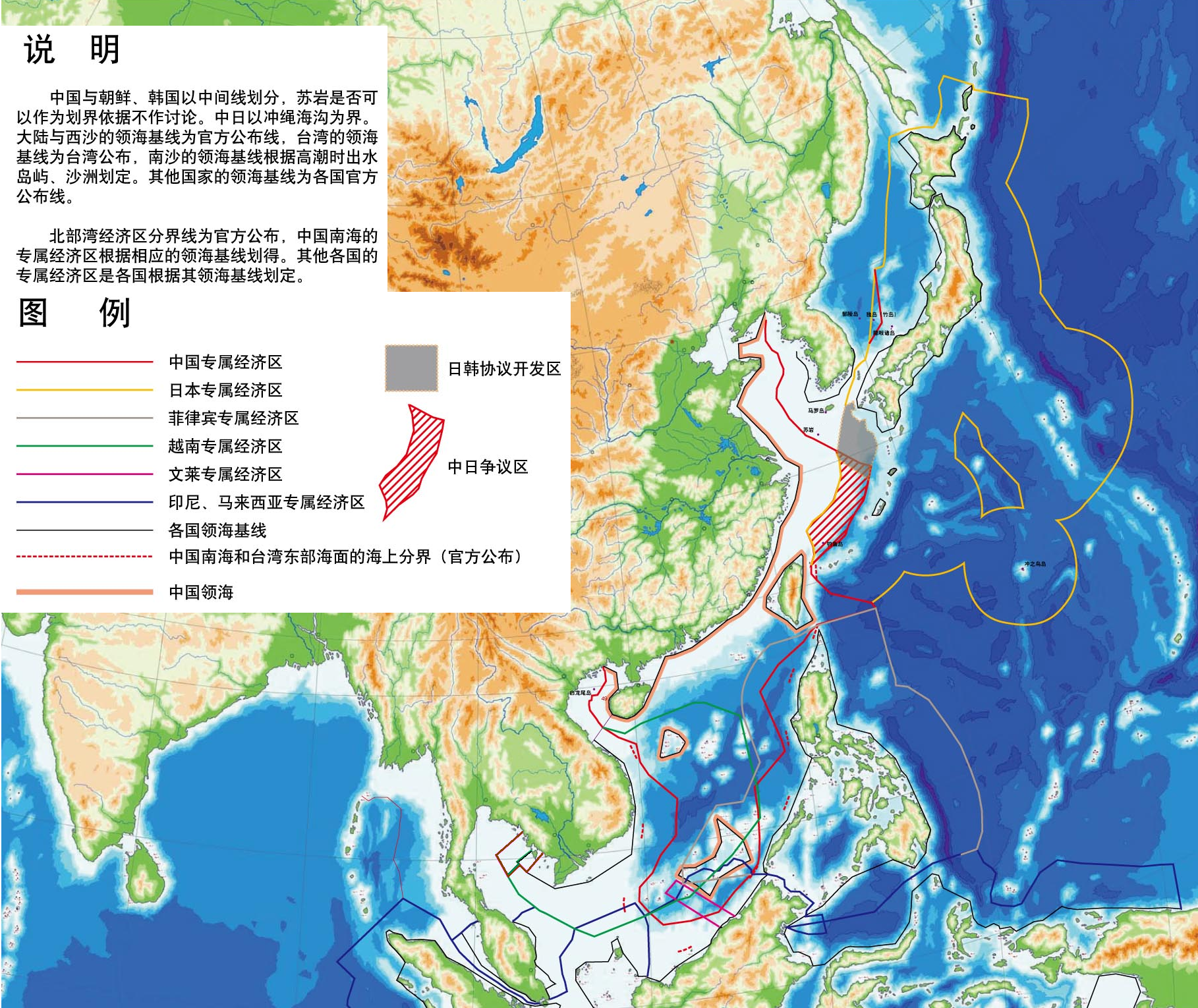
중국의 배타적 경제 수역 지도(중국어판).붉은색 선으로 둘러싸인 지역은 중화인민공화국이 주장하는 배타적 경제 수역을 나타내며, 여기에는 확장된 대륙붕 지역과 대만, 시사군도, 난사군도 등 분쟁 지역이 포함된다. 다른 색으로 표시된 경계는 다른 국가들이 주장하는 수역을 나타낸다.

중국의 배타적 경제 수역은 중화인민공화국의 배타적 경제수역을 뜻한다. 중국 자연자원부의 자료에 따르면 중화인민공화국이 관할권이 있다고 주장하는 해양 영토는 약 300만 제곱 km이다. 이는 내해, 영해, 배타적 경제 수역 및 대륙붕이 모두 포함한다. 육지 가장자리로부터 200 해리 외에 중국의 해저 대륙붕이 200 해리를 넘을 경우 관할권 범위는 해안으로부터 350 해리까지고,2,500m 등심선을 넘어 100 해리를 넘지 않는다. 중국 전국인민대 정보 센터와 중국과학원 남중국해 해양연구소가 발표한 자료에 따르면 중국이 관할하는 수역은 약 300만㎢로 추산되고 있으나, 배타적 경제 수역이라고 불리는 해역의 정확한 크기는 언급되지 않았다.
중국 국가해양국 연구원은 환구시보와 인터뷰에서 배타적 경제 수역과 대륙붕이 흔히 함께 언급되지만, 두 개념은 엄연히 다른 개념이라고 밝혔다.

## 상세
배타적 경제 수역은 최대 200해리 폭이며, 해안에서 200해리 배타적 경제수역 경계 너머로 뻗어 있는 대륙붕을 "외대륙붕"이라고 하고, 200해리 이내의 지역을 "내대륙붕"이라고 한다. 관련 당사국은 영해 밖의 배타적 경제수역과 대륙붕에 대한 주권은 없지만, 유엔 해양법 협약에 따라 해양 자원에 대한 관할권을 가질 수 있다. 두 나라의 배타적 경제수역이 겹치는 경우, 해역 폭이 400해리 미만일 경우 일반적으로 중간선을 기준으로 양국의 배타적 경제수역을 구분한다.
그러나 중국이 동중국해에 대한 관할권이 중국의 해저 대륙붕에서 중간선을 넘어 류큐 해구까지 확장되어야 한다고 주장한다. 일본은 해역 폭이 400해리 미만일 경우 대륙붕 연장을 인정하지 않고 중간선을 배타적 경제수역의 경계로 삼아야 한다고 본다. 현재까지 양측 간에 합의가 이루어지지 않았다. 중국은 한중어업협정을 체결하였으나, 잠재적 수역이 존재하고, 황해에 있어서도 대한민국과 최종적인 합의를 하지 않은 상태다.
1982년 제3차 유엔 해양법 회의에서 배타적 경제수역의 범위를 정의한 유엔 해양법 협약이 채택되었다. 중국은 1982년에 서명하고 1996년에 비준하였으며, 1998년 6월 26일 제9기 전국인민대표대회 상무위원회에서 "중국 배타적 경제 수역 및 대륙붕법 "이 통과되어 시행되었다. 중국 해안 경비대는 중화인민공화국의 배타적 경제 수역의 주요 집행 기관이며, 중국 어업 괸리국은 해당 수역의 어업 자원 관리를 담당한다.

## 분쟁

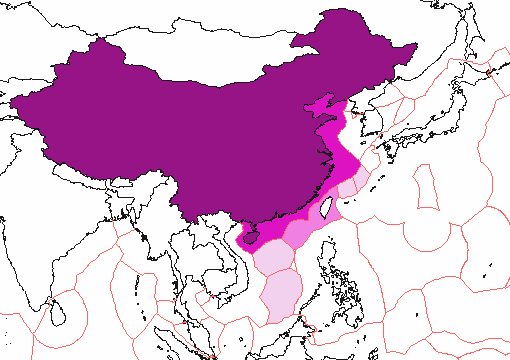
중화인민공화국의 배타적 경제수역:
비 분쟁지역
분쟁 지역, 중화민국의 배타적 경제 수역과 중첩
분쟁 지역, 외국 국가들이 주장하는 지역과 중첩

중국이 주장하는 배타적 경제 수역과 주변국이 주장하는 지역 중첩 및 분쟁은 동남아시아 국가 연합 국가와 관련된 남중국해의 영토 분쟁, 한국과의 이어도 분쟁, 일본과의 센카쿠 열도 분쟁을 겪고 있다. 또한, 중국이 대만의 영해 및 배타적 경제 수역을 중국의 관할로 간주하여 제3국과의 마찰을 빚고 있다.

### 남중국해 영토 분쟁
스프래틀리 군도, 파라셀 제도, 프라타스섬에 대한 영유권에 있어서 필리핀, 베트남, 브루나이, 말레이시아와 갈등을 빚고 있으며, 남중국해 영역에 대해서도 각 국가들과 합의를 하지 못하고 있다.

### 동중국해 센카쿠 열도(댜오위다오 열도) 분쟁
중국, 대만, 일본 모두 센카쿠 열도 혹은 댜오위다오 열도에 대해서 영유권을 주장하고 있다. 중국과 일본은 2010년대에 센카쿠 열도 중국 어선 충돌 사건 등 무력 충돌까지 경험하였다.

## 같이 보기
- 남중국해의 영토 분쟁
- 센카쿠 열도
- 중국의 영토 분쟁
- 중국의 영해 기점
- 구단선